# Heteralonia dolichoptera
Heteralonia dolichoptera är en tvåvingeart som först beskrevs av Mario Bezzi 1924.  Heteralonia dolichoptera ingår i släktet Heteralonia och familjen svävflugor.
Artens utbredningsområde är Madagaskar. Inga underarter finns listade i Catalogue of Life.